# Vincenzo Cerami
Vincenzo Cerami (Roma, 2 novembre 1940 – Roma, 17 luglio 2013) è stato uno scrittore, giornalista, sceneggiatore, saggista, drammaturgo e poeta italiano. È stato candidato all'Oscar nel 1999 per aver sceneggiato La vita è bella con Roberto Benigni, col quale ha collaborato altre volte come per la realizzazione del libro Johnny Stecchino tratto dall'omonimo film.

## Biografia
Nacque a Roma il 2 novembre 1940 da genitori siciliani, Aurelio Cerami, maresciallo dell'Aeronautica, e Adalgisa Montella. A Ciampino dove frequentò le scuole medie ebbe come professore di Lettere Pier Paolo Pasolini, la cui personalità eserciterà su di lui una forte influenza.

### Letteratura
Nel 1976 pubblica il suo primo romanzo Un borghese piccolo piccolo, feroce e grottesca satira delle frustrazioni piccolo-borghesi, che l'anno successivo avrà una fortunata trasposizione cinematografica ad opera di Mario Monicelli con Alberto Sordi nel ruolo del protagonista Giovanni Vivaldi. Per questo suo primo romanzo ricevette anche il premio Sila nel 1977.
Seguono Amorosa presenza (1978), il romanzo in versi Addio Lenin (1981), Ragazzo di vetro (1983), La lepre (1988), romanzo storico-fantastico, vincitore del premio Nazionale Letterario Pisa sezione Narrativa, e del premio Bergamo; L'ipocrita (1991), La gente, premio Procida-Isola di Arturo-Elsa Morante (1993), Il signor Novecento (1994), racconto musicale realizzato con Nicola Piovani con il quale realizza anche lo spettacolo teatrale Romanzo musicale (1998); Consigli a un giovane scrittore (1996), divertita escursione nel mondo della scrittura; Fattacci (1997), in cui Cerami racconta e analizza quattro delitti saliti alla ribalta della cronaca italiana; Fantasmi (2001), premio Nazionale Rhegium Julii; la raccolta di racconti La sindrome di Tourette e il romanzo L'incontro (2005); Vite bugiarde (2007).

### Cinema e teatro
Parallelamente procede la sua attività di sceneggiatore (Bellocchio, Amelio, Albanese, Benigni, con il quale ha pubblicato nel 1998 La vita è bella, Bertolucci e altri) e di commediografo (L'amore delle tre melarance; L'enclave des Papes (1984); Sua maestà (1986); Ring (2000). Nel 1990 gli viene conferito il premio Flaiano per la sceneggiatura.

### Altre attività
In gioventù Cerami fu un rugbista; nel ruolo di tre quarti centro militò nel Frascati e fu convocato nella selezione nazionale giovanile, poi interruppe la carriera a causa di un incidente di gioco. È stato docente presso l'Università La Sapienza, la Pontificia Università Gregoriana, l'Università Cattolica di Lovanio e l'ACT MULTIMEDIA, una scuola di cinema a Cinecittà. Ha avuto due figli: l'attrice Aisha, nata dall'unione con la prima moglie - l'attrice statunitense Mimsy Farmer - e Matteo, regista, avuto invece con la seconda moglie Graziella Chiarcossi, cugina di Pier Paolo Pasolini.
Nel 2007 è nominato responsabile nazionale Cultura nella segreteria nazionale del segretario del Partito Democratico Walter Veltroni, mentre dal 9 maggio 2008 al 21 febbraio 2009 ricopre il ruolo di Ministro dei Beni e delle Attività Culturali nel Governo ombra del Partito Democratico del 2008-2009, in opposizione al quarto di Berlusconi. Nel giugno dello stesso anno ha ricevuto l'incarico di assessore alla cultura al comune di Spoleto dal sindaco Daniele Benedetti. Muore il 17 luglio 2013 a Roma all'età di 72 anni dopo una lunga malattia.

## Riconoscimenti
- Ciak d'oro
  - 1991 – Ciak d'oro per la migliore sceneggiatura per Porte aperte[11]
- Premi Oscar 1999
  - 1999 – Nomination Oscar Miglior Sceneggiatura originale

## Opere
Nel 2020 l'Editore Garzanti ha intrapreso il progetto di ripubblicazione dell'intera opera di Vincenzo Cerami.
- Il Triangolo Maledetto, il Delitto Casati, Roma, Il Messaggero, 1975.
- Un borghese piccolo piccolo, Milano, Garzanti, 1976.
- Amorosa presenza, Milano, Garzanti, 1978.
- Tutti cattivi, Milano, Garzanti, 1981.
- Addio Lenin. (1977-1980), Milano, Garzanti, 1981.
- Ragazzo di vetro, Milano, Garzanti, 1983.
- L'amore delle tre melarance, Fiesole, Centro internazionale di drammaturgia, 1985.
- Sua Maestà, Roma-Napoli, Theoria, 1986.
- La lepre, Milano, Garzanti, 1988. ISBN 88-11-66069-6.
- L'ipocrita, Torino, Einaudi, 1991. ISBN 88-06-12479-X.
- Johnny Stecchino, con Roberto Benigni, Roma-Napoli, Theoria, 1991. ISBN 88-241-0250-6.
- La gente, Torino, Einaudi, 1993. ISBN 88-06-13263-6.
- Il mostro, con Roberto Benigni, Milano, Longanesi, 1994. ISBN 88-304-1236-8.
- Consigli a un giovane scrittore. Narrativa, cinema, teatro, radio, Torino, Einaudi, 1996. ISBN 88-06-14042-6; Milano, Garzanti, 2002. ISBN 88-11-67685-1; Milano, Oscar Mondadori, 2010. ISBN 978-88-04-59840-4.
- Colpire al cuore. Trattamento e sceneggiature dell'omonimo film di Amelio, con Gianni Amelio, Mantova, Circolo del cinema, 1996.
- Fattacci. Il racconto di quattro delitti italiani, Collana ET.Stile Libero, Torino, Einaudi, 1997, ISBN 88-06-14598-3; Collana Piccola Biblioteca Oscar, Milano, Mondadori, 2006; Prefazione di Sandro Veronesi, Collana Elefanti Bestseller, Milano, Garzanti, 2020, ISBN 978-88-116-7757-4.
- La vita è bella, con Roberto Benigni, Torino, Einaudi, 1998. ISBN 88-06-14741-2.
- Canti di scena, con Nicola Piovani, con CD, Torino, Einaudi, 1999. ISBN 88-06-15330-7.
- Olimpo S.p.A., con Silvia Ziche, Torino, Einaudi, 2000. ISBN 88-06-15629-2.
- Fantasmi, Torino, Einaudi, 2001. ISBN 88-06-15163-0.
- Storia di altre storie, con Francesco Guccini, Casale Monferrato, Piemme, 2001. ISBN 88-384-5150-8.
- Olimpo S.p.A.. Caccia grossa, con Silvia Ziche, Torino, Einaudi, 2002. ISBN 88-06-16214-4.
- Pensieri così, Milano, Garzanti, 2002. ISBN 88-11-66506-X.
- Vincenzo Cerami racconta l'Odissea, Milano, Einaudi scuola, 2003. ISBN 88-286-0725-4.
- La sindrome di Tourette, Milano, Garzanti, 2005. ISBN 88-11-68323-8.
- L'incontro, Milano, Mondadori, 2005. ISBN 88-04-53806-6; Prefazione di Stefano Bartezzaghi, Collana Elefanti Bestseller, Milano, Garzanti, 2020, ISBN 978-88-116-0434-1.
- La tigre e la neve, con Roberto Benigni, Torino, Einaudi, 2006. ISBN 88-06-18419-9.
- Io ti amo, Mantova, Corraini, 2006. ISBN 88-7570-007-9.
- Vite bugiarde. Romanzo d'appendice, Milano, Mondadori, 2007. ISBN 978-88-04-56220-7.
- Gli occhi di Pandora, disegni di Milo Manara, Milano, Mondadori, 2009. ISBN 978-88-04-56205-4.
- Alla luce del sole, Milano, Mondadori, 2013. ISBN 978-88-04-62801-9.

## Filmografia

### Aiuto regista
- Comizi d'amore, regia di Pier Paolo Pasolini (1965)
- Uccellacci e uccellini, regia di Pier Paolo Pasolini (1966)
- Le streghe, regia di Pier Paolo Pasolini, episodio La Terra vista dalla Luna (1967)

### Sceneggiatore
- El Desperado, regia di Franco Rossetti (1967)
- Lo straniero di silenzio, regia di Luigi Vanzi (1968)
- È stato bello amarti, regia di Adimaro Sala (1968)
- L'odio è il mio Dio, regia di Claudio Gora (1969)
- Il pistolero dell'Ave Maria, regia di Ferdinando Baldi (1969)
- Blindman, regia di Ferdinando Baldi (1971)
- La prima volta, sull'erba, regia di Gianluigi Calderone (1974)
- Difficile morire, regia di Umberto Silva (1977)
- Un borghese piccolo piccolo, regia di Mario Monicelli (1977)
- Casotto, regia di Sergio Citti (1977)
- Salto nel vuoto, regia di Marco Bellocchio (1980)
- Il minestrone, regia di Sergio Citti (1981)
- Gli occhi, la bocca, regia di Marco Bellocchio (1982)
- Desiderio, regia di Anna Maria Tatò (1983)
- Colpire al cuore, regia di Gianni Amelio (1983)
- Tutta colpa del paradiso, regia di Francesco Nuti (1985)
- Segreti segreti, regia di Giuseppe Bertolucci (1985)
- La coda del diavolo, regia di Giorgio Treves (1986)
- Stregati, regia di Francesco Nuti (1987)
- Figlio mio, infinitamente caro..., regia di Valentino Orsini (1987)
- Qualcuno in ascolto, regia di Faliero Rosati (1988)
- I cammelli, regia di Giuseppe Bertolucci (1988)
- Il piccolo diavolo, regia di Roberto Benigni (1988)
- Mortacci, regia di Sergio Citti (1989)
- I ragazzi di via Panisperna, regia di Gianni Amelio (1989)
- Porte aperte, regia di Gianni Amelio (1990)
- Il viaggio di Capitan Fracassa, regia di Ettore Scola (1990)
- Johnny Stecchino, regia di Roberto Benigni (1991)
- Il giovane Mussolini, regia di Gianluigi Calderone – miniserie TV (1994)
- Il mostro, regia di Roberto Benigni (1994)
- Uomo d'acqua dolce, regia di Antonio Albanese (1996)
- Tuttobenigni 95/96 – spettacolo teatrale (1996)
- La vita è bella, regia di Roberto Benigni (1997)
- La fame e la sete, regia di Antonio Albanese (1999)
- Vipera, regia di Sergio Citti (2001)
- Il nostro matrimonio è in crisi, regia di Antonio Albanese (2002)
- Pinocchio, regia di Roberto Benigni (2002) (anche attore)
- Parva e il principe Shiva, regia di Jean Cubaud (2003)
- A.A.A.Achille, regia di Giovanni Albanese (2003)
- Manuale d'amore, regia di Giovanni Veronesi (2005)
- La tigre e la neve, regia di Roberto Benigni (2005)
- Tutti al mare, regia di Matteo Cerami (2010)